# Баублис

И.Шишкин. «Дуб»

Баублис — легендарный громадный 1000-летний дуб, служивший предметом религиозного поклонения в Жмуди (нынешняя Литва), до принятия там христианства (а порой и после).
Такие дубы достигали иногда 10 м (15 аршин) в окружности и около 5 м в диаметре.
Польский поэт Адам Мицкевич воспел его в эпической поэме «Пан Тадеуш».
На месте сгоревшего и спиленного дуба-великана в 1812 литовский поэт, этнограф, филолог и историк Д. Пошка создал маленький музей «Баубляй», находящийся теперь в дупле старого дуба. В стволе спиленного дуба, имеющего обхват 9,2 метра размещается экспозиция археологических находок, древнего оружия, костей мамонта, небольшая библиотечка и другие антикварные предметы.
Музей, который находится в деревне Биётай (Bijotai), считают первым музеем в Литве. С 1962 г. «Баубляй» — филиал шяуляйского музея «Аушры» («Aušros» muziejus). В 1969 объявлен памятником истории республиканского значения.